# 용인한빛초등학교
용인한빛초등학교는 대한민국 경기도 용인시 수지구에 있는 공립 초등학교이다.

## 학교 연혁
- 2010. 04. 08 동일초등학교 설립인가
- 2010. 06. 01 개교식 거행, 6학급 인가
- 2010. 09. 01 ‘용인한빛초등학교’로 개명,용인한빛초등학교 병설유치원 개원
- 2012. 03. 01 24학급 인가
- 2012. 09. 01 제2대 윤정하 교장 부임
- 2013. 02. 15 제3회 졸업식(남:69명 여:69명 계:138명 총계:265명)
- 2013. 03. 04 신입생 입학 (남:54명 여:55명 계:109명)